# Heliotropium bocconei
Heliotropium bocconei är en strävbladig växtart som beskrevs av Giovanni Gussone. Heliotropium bocconei ingår i Heliotropsläktet som ingår i familjen strävbladiga växter. Inga underarter finns listade i Catalogue of Life.